# Jean André Commes
Jean André Commes, né le 26 décembre 1762 à Cailhau (Languedoc), mort le 1er mars 1804 à Alet (Aude), est un général français de la Révolution et de l’Empire.

## États de service
Il s’engage le 1er janvier 1780 dans le régiment Dauphiné-infanterie, et il obtient son congé le 26 mars 1786. Il se rengage le 24 juin 1788 dans un régiment genevois, où il passe caporal, puis sergent fourrier avant d’avoir son congé le 31 décembre 1789.
Le 7 février 1790, il reprend du service pour la troisième fois dans le régiment Royal-Étranger, à la solde de Naples, dans lequel il sert en qualité de caporal. Le 11 octobre 1793, refusant de combattre les troupes françaises, il est licencié avec 20 de ses camarades qui avaient suivi son exemple.
De retour en France, il est employé quelque temps dans l’administration des hôpitaux, et le 15 frimaire an III (5 décembre 1794), le représentant du peuple Vidal le fait nommer adjoint à l’État-major de l’armée des Pyrénées-Orientales commandé par le général de Pérignon. Le 3 ventôse an III (21 février 1795), il est nommé adjudant-major à la 1re demi-brigade de chasseurs-éclaireurs, et le 19 messidor an III (7 juillet 1795), le général Augereau, son beau-frère, se l’attache en qualité d’aide de camp, et il lui confie les missions les plus délicates et difficiles.
Le 10 messidor an IV (28 juin 1796), il est employé comme capitaine à la 39e demi-brigade d’infanterie, le 27 ventôse an V (17 mars 1797), il est nommé chef de bataillon et le 26 fructidor an V (12 septembre 1797), il est nommé chef de brigade à la 4e demi-brigade de ligne. Il participe de l’an II à l’an VIII aux guerres de la révolution aux armées des Pyrénées et d’Italie.
Il est promu général de brigade le 15 messidor an VII (3 juillet 1799), employé comme commandant de la 10e division militaire à Toulouse, il participe à la bataille de Montréjeau le 20 août 1799. Il participe aux campagnes de l’an VIII à l’an X aux armées du Rhin et gallo-batave.
Le 11 fructidor an XI (29 août 1803), il est affecté au camp de Bayonne, où il reste très peu de temps, son état de santé l’oblige à quitter le service et il rentre dans ses foyers. Il est fait chevalier de la Légion d’honneur le 19 frimaire an XII (11 décembre 1803).
Il meurt le 10 ventôse an XII (1er mars 1804) à Alet.

## Sources
- « Cote LH/577/45 », base Léonore, ministère français de la Culture
- Thierry Pouliquen, « Les généraux français et étrangers ayant servis [sic] dans la Grande Armée » (consulté le 28 juillet 2013)
- (en) « Generals Who Served in the French Army during the Period 1789 - 1814: Eberle to Exelmans »
- A. Lievyns, Jean Maurice Verdot, Pierre Bégat, Fastes de la Légion-d'honneur, biographie de tous les décorés accompagnée de l'histoire législative et réglementaire de l'ordre, Bureau de l’administration, janvier 1844, 529 p. (lire en ligne), p. 83.